# Slovenska republiška liga 1952
La Slovenska republiška nogometna liga 1952. (it. "Campionato calcistico della Repubblica di Slovenia 1952") fu la settima edizione del campionato della Repubblica Popolare di Slovenia. In questa stagione era nel secondo livello della piramide calcistica jugoslava.
Il campionato venne vinto dall'Odred, al suo secondo titolo nella competizione (nel 1947 aveva vinto col nome "Enotnost"). Questa vittoria diede loro l'accesso agli spareggi per la Prva Liga 1952-1953.
Nella stagione successiva, come secondo livello jugoslavo, ci sarà un campionato misto con 4 squadre slovene e 6 croate: la Hrvatsko-slovenska liga 1952-1953.

La Slovenska liga scenderà al terzo livello e sarà composta da due gironi (Est ed Ovest) da 8 squadre l'uno.

Pertanto, in questa edizione, le migliori 4 squadre – fra quelle non qualificate alla Prva liga – saranno ammesse alla Hrvatsko-slovenska liga, mentre le rimanenti 6 – non sono previste retrocessioni – rimarranno nella Slovenska liga divisa in due gironi.

## Squadre partecipanti
| Squadra         | Città         | Stagione 1951 | Stagione 1951     |
| Squadra         | Città         | Pos.          | Divisione         |
| --------------- | ------------- | ------------- | ----------------- |
| Odred           | Lubiana       | 8°            | Druga liga        |
| Rudar           | Trbovlje      | 14°           | Druga liga        |
| Korotan         | Kranj         | 1°            | 1. Slovenska liga |
| Branik          | Maribor       | 2°            | 1. Slovenska liga |
| Kladivar        | Celje         | 3°            | 1. Slovenska liga |
| Nafta           | Lendava       | 4°            | 1. Slovenska liga |
| Mura            | Murska Sobota | 5°            | 1. Slovenska liga |
| Železničar (Mb) | Maribor       | 6°            | 1. Slovenska liga |
| Železničar (Lj) | Lubiana       | 7°            | 1. Slovenska liga |
| Sloga           | Lubiana       | ?             | 2. Slovenska liga |

## Classifica
|  | Pos. | Squadra            | Pt | G  | V  | N | P  | GF | GS | QR    |
|  | ---- | ------------------ | -- | -- | -- | - | -- | -- | -- | ----- |
|  | 1.   | Odred              | 31 | 18 | 16 | 1 | 1  | 81 | 21 | 3,857 |
|  | 2.   | Branik Maribor     | 24 | 18 | 10 | 4 | 4  | 40 | 20 | 2,000 |
|  | 3.   | Rudar Trbovlje     | 19 | 18 | 8  | 3 | 7  | 32 | 29 | 1,103 |
|  | 4.   | Železničar Lubiana | 19 | 18 | 8  | 3 | 7  | 33 | 31 | 1,064 |
|  | 5.   | Nafta              | 19 | 18 | 7  | 5 | 6  | 26 | 28 | 0,928 |
|  | 6.   | Korotan Kranj      | 18 | 18 | 8  | 2 | 8  | 47 | 43 | 1,093 |
|  | 7.   | Železničar Maribor | 14 | 18 | 7  | 3 | 8  | 27 | 40 | 0,675 |
|  | 8.   | Kladivar Celje     | 13 | 18 | 5  | 3 | 10 | 24 | 36 | 0,666 |
|  | 9.   | Mura               | 13 | 18 | 5  | 3 | 10 | 27 | 52 | 0,519 |
|  | 10.  | Sloga Lubiana      | 7  | 18 | 2  | 3 | 13 | 22 | 59 | 0,372 |

Legenda:
  Campione della Slovenska republiška liga 1951 ed ammesso agli spareggi per la Prva Liga 1952-1953.
      Qualificato in Prva Liga 1952-1953.
      Qualificato in Hrvatsko-slovenska liga 1952-1953.
      Retrocessa nella divisione inferiore.
Note:
Due punti a vittoria, uno a pareggio, zero a sconfitta.
Korotan e Sloga passano al girone Ovest, mentre Naftra, Željezničar Maribor, Kladivar e Mura in quello Est.

## Spareggi-promozione
Le vincenti delle 6 repubbliche vengono divise in due triangolari (date: dal 6 luglio al 9 agosto 1952) le cui vincitrici accederanno alla Prva Liga 1952-1953.
| Squadra         | Pt | G | V | N | P | GF | GS | QR    |
| --------------- | -- | - | - | - | - | -- | -- | ----- |
| Velež Mostar    | 6  | 4 | 3 | 0 | 1 | 5  | 5  | 1,000 |
| Odred           | 4  | 4 | 2 | 0 | 2 | 8  | 7  | 1,142 |
| Proleter Osijek | 2  | 4 | 1 | 0 | 3 | 6  | 7  | 0,857 |

|                 | Vel  | Odr  | Pro  |
| --------------- | ---- | ---- | ---- |
| Velež Mostar    | –––– | 2−1  | 1−0  |
| Odred Lubiana   | 3−0  | –––– | 3−1  |
| Proleter Osijek | 1−2  | 4−1  | –––– |

Legenda:
      Promosso in Prva Liga 1952-1953.
Regolamento:
Due punti a vittoria, uno a pareggio, zero a sconfitta.